# Another Gay Movie
Another Gay Movie è un film statunitense diretto nel 2006 da Todd Stephens.
È un'irriverente parodia gay di American Pie e di tutte le commedie adolescenziali degli ultimi anni. Nel 2008 è stato realizzato un sequel intitolato Another Gay Sequel: Gays Gone Wild!.

## Trama
Andy, Jarod, Nico e Griff sono quattro amici gay appena diplomatisi al liceo: ossessionati dalla loro verginità, dopo l'ennesimo party in bianco si promettono di aiutarsi reciprocamente a trovare un partner sessuale entro la fine dell'estate, prima di arrivare al college.
Durante la loro folle ricerca si imbattono nelle più assurde situazioni comiche ma, nel segno dell'amicizia, riusciranno tutti a coronare il loro sogno.

## Colonna sonora
1. Nancy Sinatra - "Another Gay Sunshine Day"
2. Craig C. feat. Jimmy Somerville - "I Was Born This Way"
3. Nancy Sinatra - "Another Ray Of Sunshine"
4. The Myrmidons - "Clap (See The Stars)"
5. United State Of Electronica - "Vamos A La Playa"
6. Shannon - "Let The Music Play"
7. Barcelona - "Everything Makes Me Think About Sex"
8. IQU - "Dirty Boy"
9. Self - "This Is Love"
10. Cazwell - "All Over Your Face"
11. Morel - "Peterbilt Angel"
12. Naty Botero - "Fuego"
13. Amanda Lepore - "I Know What Boys Like"
14. The Specimen - "Hot Stuff"